# Michael Roll
Michael Brandon Roll (in arabo مايكل رول‎?; Mission Viejo, 12 aprile 1987) è un cestista statunitense naturalizzato tunisino.

## Carriera
Con la Tunisia ha disputato i Campionati mondiali del 2019 e due edizioni dei Campionati africani (2015, 2021).

## Palmarès

### Club

#### Competizioni nazionali
- Coppa di Lega israeliana: 1

Maccabi Tel Aviv: 2017
- Campionato israeliano: 2

Maccabi Tel Aviv: 2017-18, 2018-19
- Supercoppa italiana: 1

Olimpia Milano: 2020
- Coppa Italia: 1

Olimpia Milano: 2021

### Nazionale
Tunisia: AfroBasket 2021